# Wortsegel

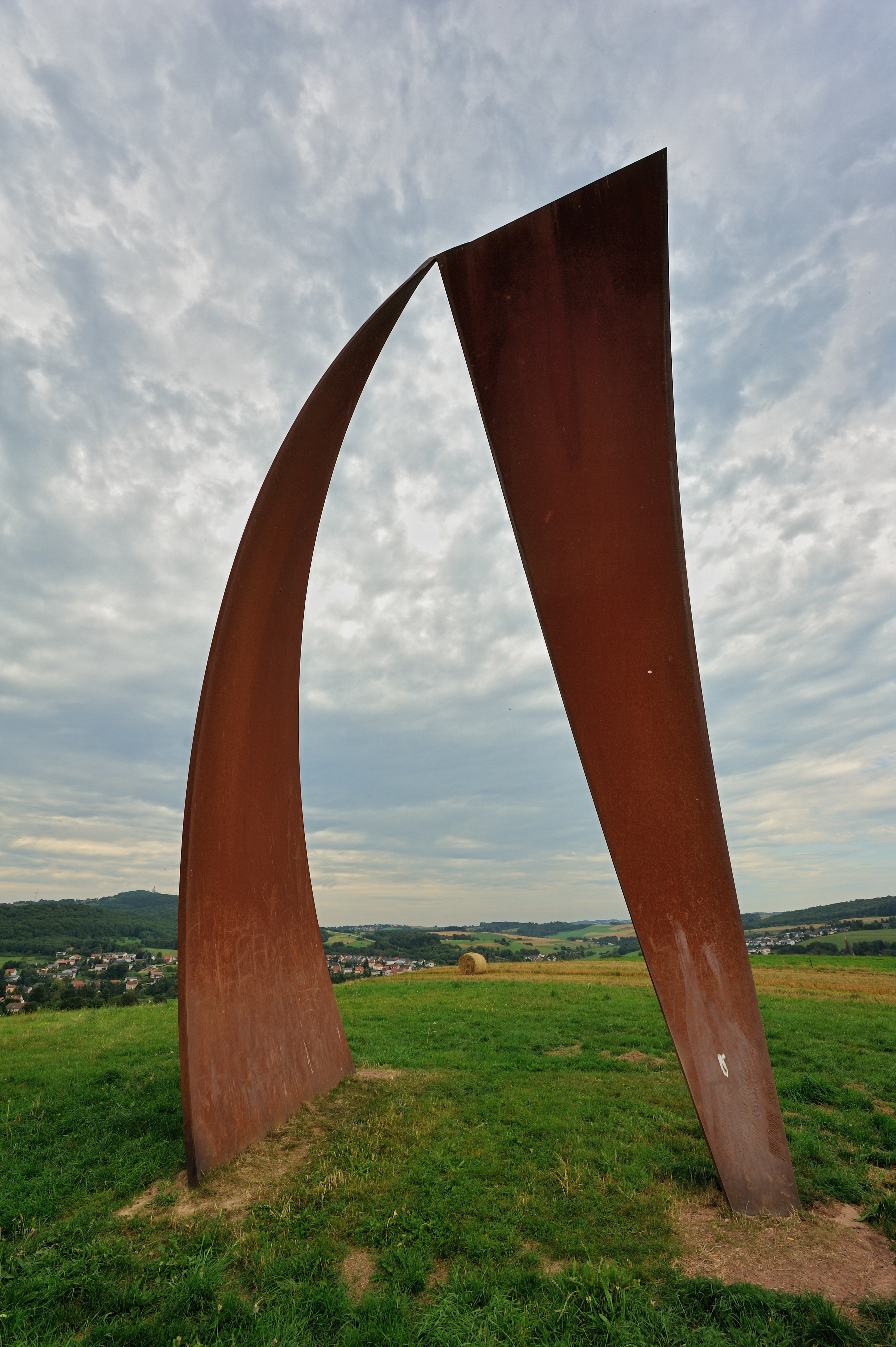
Wortsegel

Das Wortsegel, ein Denkmal für Poesie, ist der Name einer Stahlplastik von Heinrich Popp.

## Lage
Die Skulptur steht auf offenem Feld nordwestlich von Sotzweiler, dem Geburtsort des Bildhauers und heute ein Ortsteil der saarländischen Gemeinde Tholey im Landkreis St. Wendel. Auf einer Anhöhe von etwa 338 Metern über NHN nahe der Bundesautobahn 1 und der B 269 sowie in Sichtweite des Schaumbergs gelegen, stellt die Plastik eine weithin sichtbare und auch als Fotomotiv beliebte Landmarke dar.

## Beschreibung
Das Wortsegel besteht aus zwei jeweils segelförmigen Dreiecken, von denen eins auf der Spitze steht und die gegeneinander verdreht/verspiegelt aufgestellt sind. An ihrer obersten Stelle sind die beiden aus rostendem Stahl erschaffenen Segelhälften miteinander verschweißt. Gleichzeitig besitzt auch der sich zwischen den beiden Stahlplatten befindende leere Raum abhängig vom Betrachtungsstandpunkt ebenfalls eine segelähnliche Form (siehe Foto).
Das Denkmal, ein Geschenk von Heinrich Popp an seine Heimatgemeinde, wurde nach mehrjähriger Planungs- und Ausführungsphase 2005 errichtet. Die beiden Stahlplatten wurden in der Dillinger Hütte gegossen und bis auf eine Stärke von 3 cm gewalzt. Die Skulptur hat eine Höhe von 13 Metern und besitzt ein Gesamtgewicht von ca. 30 Tonnen.

## Sonstiges
Der Begriff Wortsegel ist gleichzeitig der Name eines von dem Künstler ins Leben gerufenen Schreib- und Lyrikwettbewerbs an teilnehmenden Schulen im Saarland.